# Чумыш
Чумы́ш — река в Кемеровской области и Алтайском крае России, правый приток Оби.

## Этимология
Название вероятнее всего от тюркского родоплеменного наименования чумыш. В пользу этой гипотезы свидетельствуют положение реки в зоне распространения тюрк. топонимии.

## Географическое положение
Длина 644 км, площадь водосборного бассейна — 23 900 км². Берёт начало на Салаирском кряже в Кемеровской области двумя истоками: Кара-Чумыш и Томь-Чумыш. В верховьях порожиста, близ устья разбивается на 2 рукава. Впадает в Обь в 88 км ниже города Барнаула. В основном протекает по Бийско-Чумышской возвышенности. Правобережную часть бассейна (70 % площади) занимает юго-западная часть Салаирского кряжа и Предсалаирская равнина.

## Гидрология
Питание преимущественно снеговое. Среднегодовой расход воды — в 74 км от устья 146 м³/с. Замерзает в 1-й половине ноября, вскрывается во 2-й половине апреля.
| Среднемесячный расход воды реки Чумыш (м³/сек) по замерам на гидрометрической станции Тальменка. Данные за 56 лет. |

## Судоходство

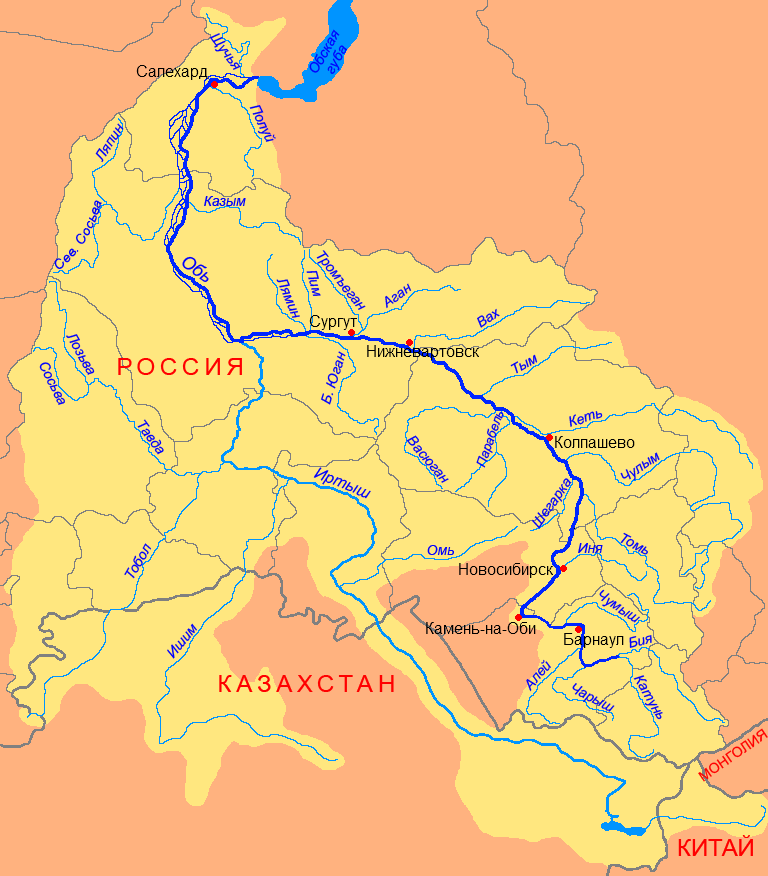
Бассейн Оби

В XXI веке регулярного судоходства по Чумышу нет, однако в XIX и XX веках судоходство осуществлялось.

### XIX век и первая половина XX века
В XIX век и первой половине XX века по Чумышу ходили деревянные баржи с конной или бурлацкой тягой. Весной 1904 г. небольшой пароход, принадлежавший Бодунову, совершил рейс до села Зайцевского, где была осуществлена погрузка дров на буксируемую им 30-саженную баржу. В навигацию 1913 г. до с. Тальменка поднялся теплоход Седова «Чумыш».

### Середина XX века
В середине XX века в Обском бассейновом управлении было создано управление малых рек которое осуществляло судоходную эксплуатацию реки. За счет проведения взрывных и землечерпальных работ на перекатах и спрямления русла на отдельных участках Чумыш стал проходим для лесосплавных судов, малых буксиров-толкачей типа БВ и пассажирских теплоходов типа «Заря». В периоды высокой воды река была проходима до села Мартыново, в межень — до города Заринск. Это было важно в связи с отсутствием дорожной инфраструктуры в северо-восточных районах Алтайского края. Однако поддержание реки в судоходном состоянии оказалось достаточно затратным и не окупалось объёмом перевозимых грузов.

#### Дорожная инфраструктура
Также в 1960-х годах были построены дороги Бийск—Мартыново—Новокузнецк, Барнаул—Тогул—Мартыново и Барнаул—Заринск—Залесово. Мосты на вышеупомянутых дорогах имеют несудоходные габариты. Поэтому с 1970-х годов поддержание гарантированных глубин прекратилось и судоходство сошло на нет.

### Движение маломерных судов
Движение маломерных судов по Чумышу возможно до села Ельцовка.

## Притоки
(указано расстояние от устья)
- 44 км: Еловка
- 53 км: Кашкарагаиха (левый, длина 84 км)
- 73 км: Тальменка (правый, длина 99 км)
- 101 км: Грязнуха
- 121 км: Инюшка
- 128 км: Видоновка
- 142 км: Камышинка
- 157 км: Заслечи[4][5]
- 159 км: Талица
- 186 км: Тундриха
- 191 км: Каменка (правый, длина 78 км)
- 200 км: Безголовая
- 210 км: Федоровка
- 212 км: Мельничная
- 215 км: Бердюжиха
- 227 км: Матвеевка
- 232 км: Гоношиха
- 242 км: Татарка (правый, длина 62 км)
- 250 км: Казанка
- 260 км: Аламбай (правый, длина 140 км)
- 261 км: Камышенка
- 265 км: Крутая
- 271 км: Максариха
- 285 км: Камышенка
- 294 км: Большегорская
- 305 км: Сунгай (правый, длина 103 км)
- 309 км: Налобиха
- 314 км: Петрушиха
- 345 км: Тараба (левый, длина 70 км)
- 370 км: Уксунай (правый, длина 165 км)
- 388 км: Солоновка
- 398 км: Яма (левый, длина 67 км)
- 399 км: Шалап
- 408 км: Бражиха
- 434 км: Чесноковка
- 446 км: Ангуреп (левый, длина 48 км)
- 459 км: Аныштаиха
- 484 км: Ельцовка
- 517 км: Калтык
- 522 км: Каинча
- 538 км: Мостовая
- 540 км: Сары-Чумыш (левый, длина 98 км)
- 579 км: Ачигус
- 582 км: Малая Мостовая
- 592 км: Айлап
- 598 км: Кушкель
- 610 км: Кондалеп
- 619 км: Берёзовая
- 627 км: Таловая
- 644 км: Кара-Чумыш (левый, длина 173 км)
- 644 км: Томь-Чумыш (правый, длина 110 км)